# KEIRINグランプリ'97
KEIRINグランプリ'97（けいりんぐらんぷりきゅうじゅうなな）は1997年12月30日に立川競輪場で開催されたKEIRINグランプリである。優勝賞金7000万円。

## 出場選手
| 車番 | 選手       | 登録地 | 選考理由                                                          |
| ---- | ---------- | ------ | ----------------------------------------------------------------- |
| 1    | 児玉広志   | 香川   | 第13回全日本選抜競輪優勝                                          |
| 2    | 鈴木誠     | 千葉   |                                                                   |
| 3    | 濱口高彰   | 岐阜   | 第50回日本選手権競輪優勝                                          |
| 4    | 小橋正義   | 岡山   | KEIRINグランプリ'96優勝                                           |
| 151  | 神山雄一郎 | 栃木   | 第40回オールスター競輪優勝・第6回寬仁親王牌優勝・第39回競輪祭優勝 |
| 6    | 東出剛     | 千葉   |                                                                   |
| 171  | 山田裕仁   | 岐阜   |                                                                   |
| 8    | 後閑信一   | 群馬   |                                                                   |
| 191  | 吉岡稔真   | 福岡   | 第48回高松宮記念杯競輪優勝                                        |

## 競走内容
周回は、前団に山田 - 濱口の岐阜ライン、中団に神山 - 後閑の関東ラインと東出 - 鈴木の南関東ライン、後方に吉岡 - 小橋 - 児玉のライン。残り2周のところで後方のラインが上昇。続いて関東と南関東のラインが仕掛けていくが、ここで吉岡が、神山から遅れていた後閑とぶつかり落車転倒してしまう。
ここで神山が先頭に出て、第2コーナーで岐阜と南関東のラインが追走。後閑は第2コーナーのあとの直線で後退。そして第3コーナー付近で東出が捲りを放つが、岐阜の両車には届かず。
最後の直線は、先頭で粘る神山と、後方から追い込んできた山田・濱口の3人の争いとなり、ゴール手前で山田が神山を差し切ってゴールイン。山田は特別競走・グランプリを通して初優勝。神山は3年連続でグランプリ2着。3着には神山を捕らえきれなかった濱口が入った。

## 競走結果
| 着順 | 選手       | 決まり手 |
| ---- | ---------- | -------- |
| 1    | 山田裕仁   | 差       |
| 2    | 神山雄一郎 | 逃       |
| 3    | 濱口高彰   |          |
| 4    | 鈴木誠     |          |
| 5    | 東出剛     |          |
| 6    | 小橋正義   |          |
| 7    | 児玉広志   |          |
| 落棄 | 吉岡稔真   |          |
| 失格 | 後閑信一   |          |

### 配当金額
| 車番二連勝単式 | 7-5 | 6240円 |
| 枠番二連勝単式 | 5-4 | 2640円 |

## エピソード
- 当レースより、NHK衛星第1テレビジョンでの放送が開始された。

- GP単体の売上は、98億9259万9300円[3]。目標の110億円を大幅に下回った。

- シリーズ全体の目標額は230億円だったが、シリーズ三日間の売り上げは217億3498万9200円とこちらも目標を大きく下回った。

### 競走データ
- 優勝の山田裕仁は当時、GI優勝未経験だったが、GI優勝未経験者によるグランプリ制覇は史上最初のことであった。なお、山田は翌1998年の全日本選抜競輪（青森競輪場）を制し、晴れてGIでも優勝経験者となった。